# Vijaya Lakshmi Pandit

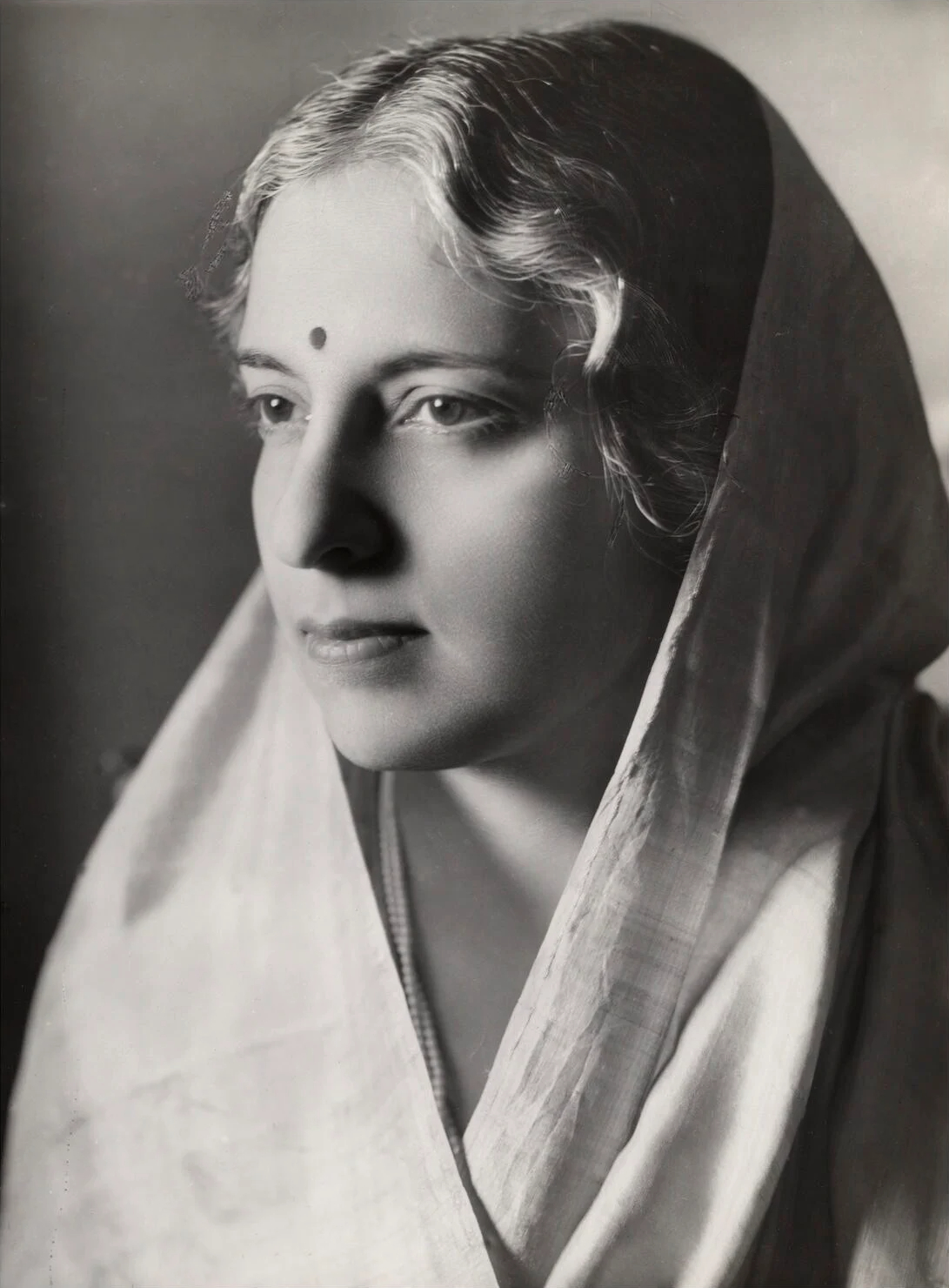
Vijaya Lakshmi Pandit, 1938

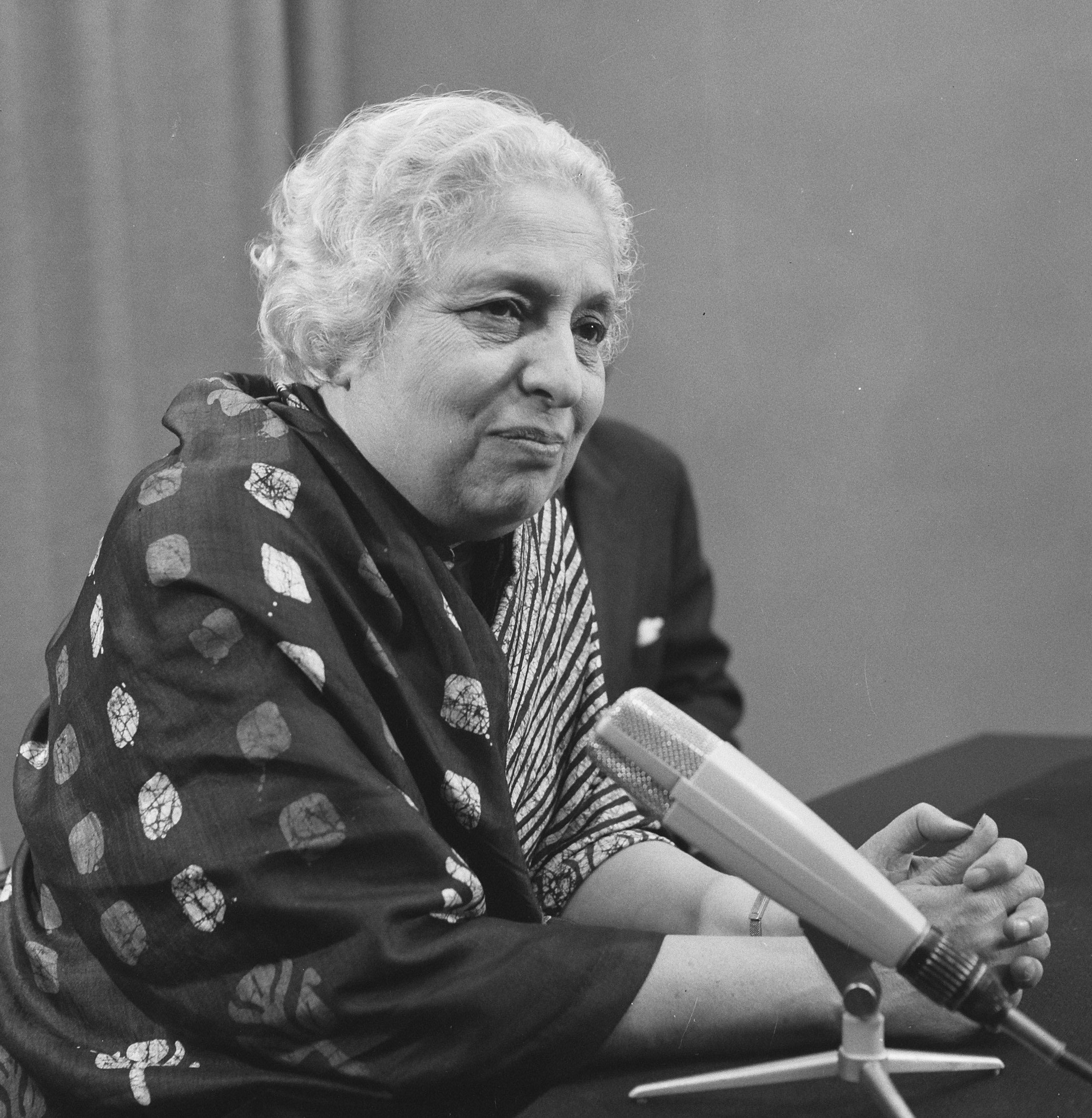
Vijaya Lakshmi Pandit, 1965

Vijaya Lakshmi Pandit (* 18. August 1900 in Allahabad; † 1. Dezember 1990 in Dehra Dun) war eine indische Politikerin und Diplomatin. Im Jahr 1952 wurde sie zur Präsidentin der 8. Sitzungsperiode der UN-Generalversammlung gewählt und war damit die erste Frau, die diese Funktion ausgeübt hat.

## Leben
Die Chefin der indischen Delegation wurde in eine der prominentesten Familien des Landes geboren. Ihr Vater Motilal Nehru war der ehemalige Präsident des Indischen Nationalkongress und ihr Bruder war Vize-Präsident des Justizrates und zuständig für auswärtige Angelegenheiten. Sie war die Schwester des Ministerpräsidenten Jawaharlal Nehru und Tante der Premierministerin Indira Gandhi.
Vijaya Lakshmi Pandit wurde von einer Hauslehrerin und Privatlehrern unterrichtet. Sie spielte eine führende Rolle in der Politik ihres Landes, war aber auch dreimal wegen zivilen Ungehorsams gegenüber der Regierung Britisch-Indiens im Gefängnis.
Im Jahr 1937 wurde sie zum Mitglied der gesetzgebenden Versammlung für die Vereinigten Provinzen berufen und wurde danach Ministerin für lokale Selbstverwaltung und Gesundheit. Sie hatte diese Position bis 1939 inne, dann wurde ihre Partei abgewählt. Im Jahr 1946 wurde sie in dieselbe Position wiedergewählt. Von 1941 bis 1943 war sie Präsidentin der landesweiten Frauenkonferenz und gründete eine Konferenz zum landesweiten Schutz von Kindern. Zwischen 1947 und 1951 fungierte sie als Botschafterin ihres Landes in Moskau und Washington, D.C. Von 1962 bis 1964 diente sie als Gouverneurin von Maharashtra.
Vijaya Lakshmi Pandit war seit 1921 mit Ranjit Sitaram Pandit verheiratet, der am 14. Januar 1944 starb. Ihre Tochter Nayantara Sahgal ist eine bekannte indische Schriftstellerin.